# Carl Friedrich Hansen
Carl Friedrich Hansen (* 3. März 1875 in Crivitz; † 20. Februar 1957 in Hamburg) war ein deutscher Dekorationsmaler, Verbandspolitiker und Publizist.

## Leben und Wirken
Carl Friedrich Hansen absolvierte eine Bürgerschule in seiner Geburtsstadt und ging im Alter von 14 Jahren nach Berlin. Hier machte er eine Lehre als Maler in der Werkstatt eines Onkels und lernte zahlreiche Maler kennen, mit denen er lebenslange Freundschaften pflegte. Anschließend ging er auf Wanderschaft und wurde in Hamburg sesshaft. Der Maler Albert Fensch stellte ihn als Geselle in dessen Werkstatt an. Nach der bestandenen Meisterprüfung 1898 arbeitete Hansen selbstständig. 1902 wählte ihn die Hamburger Innung zum Obermeister. Hansen gründete die Allgemeine Maler-Zeitung, die als Innungsorgan diente und in der rasch andere norddeutsche Innungen Beiträge veröffentlichten. Während des Ersten Deutschen Malertags, der 1905 in München stattfand, forderte Hansen als Hauptsprecher, dass die Meisterverbände die Gewerkschaften als Tarifvertragspartner bei Fragen der Entlohnung und Arbeitsbedingungen akzeptieren sollten. Zudem empfahl er, mit der Bau- und Farbenindustrie zu kooperieren.
1911 initiierte er in Hamburg eine erfolgreiche Ausstellung auf dem Heiligengeistfeld. Diese zeigte eigens errichtete Bauwerke mit bemalten Innenräumen. Weniger erfolgreich war der 1926 gegründete Bund für Farbe im Stadtbild, zu dessen Mitgründern Hansen gehörte. Von 1929 bis 1932 gehörte er dem Vorläufigen Reichswirtschaftsrat als anerkannter Verbandspolitiker an. Von 1920 bis 1934 war er Beisitzer des Kartellgerichts. Hansen versuchte in seiner Zeitung und vielen Vorträgen andere Meister davon zu überzeugen, dass in Zünften üblich Formalitäten unnötig seien. Ihm gelang es, Formen der Zusammenarbeit wie der Morgensprache oder dem sogenannten Lucasfest neue Impulse zu geben.
1932 wählte die Innung Hansen aufgrund einer neuen, rechten politischen Ausrichtung, als Obermeister ab. Auch die Funktion als Herausgeber der Malerzeitung musste er abgeben. Während der Zeit des Nationalsozialismus konnte er nicht beruflich tätig werden. Stattdessen malte er privat Briefe und Heraldiken. Nach Ende des Zweiten Weltkriegs arbeitete er wieder aktiv in der Innung mit. Von 1949 bis 1954 gab er erneut die „Allgemeine Malerzeitung“ heraus.
Carl Friedrich Hansen starb am 20. Februar 1957 in Hamburg. Die Innung der Maler und Lackierer in Hamburg benannte ein 1971 eröffnetes Ausbildungszentrum nach ihm. Zudem gründete sie die Carl-Friedrich-Hansen-Stiftung, die unter anderem das 1984 eröffnete Deutsche Maler- und Lackierermuseum mit Sitz in Hamburg-Billwerder unterstützt.